# Marjan Jugović
Marjan Jugović (ur. 26 sierpnia 1983 w Kruševacu) – serbski piłkarz występujący na pozycji napastnika.

## Kariera klubowa
Jugović urodził się w Kruševacu. Karierę piłkarską rozpoczął w miejscowym Napredaku. Wraz z zespołem w sezonie 2002/03 wygrał Drugą liga Srbije i Crne Gore. Przez 5 lat gry w Napredaku, 83 razy pojawił się na boisku, 27 razy pokonując bramkarzy rywali. Od sezonu 2006/07 występował w bośniackim FK Željezničar. Rundę wiosenną sezonu 2007/08 rozegrał jako piłkarz Mladostu Lučani.
27 sierpnia 2008 podpisał kontrakt z Wisłą Płock. Dla Nafciarzy zagrał w 7 spotkaniach, w których strzelił 5 bramek. Wiosną 2009 został zawodnikiem Polonii Bytom. W klubie zagrał tylko w 5 spotkaniach, ponieważ po sezonie 2008/09 Polonia ogłosiła bankructwo. W kolejnym sezonie przeniósł się do czarnogórskiej Zety. Po sezonie 2009/10 powrócił do Napredaka. W trakcie rundy jesiennej sezonu 2010/11 zagrał w 12 spotkaniach, w których strzelił 6 bramek.
Wiosną 2011 przeniósł się do syryjskiego Al-Ittihad. Wraz z klubem zdobył Puchar Syrii w sezonie 2010/11. W zespole Al-Ittihad spędził tylko 4 miesiące ze względu na wybuch wojny domowej w Syrii. 1 października 2011 przeniósł się do Bahrajnu, gdzie zasilił szeregi Busaiteen Club.
Od sezonu 2012/13 powrócił do Europy, gdzie grał dla Sloga Kraljevo, ÍBK Keflavík oraz NK Zvijezda Gradačac.
Od 2015 ponownie wyjechał do Azji, gdzie grał kolejno w PS Barito Putera, Al-Akhaa Al-Ahli oraz Bengaluru FC. Karierę piłkarską zakończył w 2017.
| Sezon   | Klub              | Kraj                 | Rozgrywki                      | Mecze | Bramki |
| ------- | ----------------- | -------------------- | ------------------------------ | ----- | ------ |
| 2001/02 | Napredak Kruševac | Jugosławia           | Druga liga Srbije i Crne Gore  | 1     | 0      |
| 2002/03 | Napredak Kruševac | Jugosławia           | Druga liga Srbije i Crne Gore  | 19    | 2      |
| 2003/04 | Napredak Kruševac | Serbia i Czarnogóra  | Prva liga Srbije i Crne Gore   | 13    | 1      |
| 2004/05 | Napredak Kruševac | Serbia i Czarnogóra  | Prva liga Srbije               |       |        |
| 2005/06 | Napredak Kruševac | Serbia i Czarnogóra  | Prva liga Srbije               |       |        |
| 2006/07 | FK Željezničar    | Bośnia i Hercegowina | Premijer liga BiH              | 27    | 2      |
| 2007/08 | FK Željezničar    | Bośnia i Hercegowina | Premijer liga BiH              | 2     | 0      |
| 2007/08 | Mladost Lučani    | Serbia               | Super liga Srbije              | 7     | 0      |
| 2008/09 | Wisła Płock       | Polska               | I liga                         | 7     | 5      |
| 2008/09 | Polonia Bytom     | Polska               | Ekstraklasa                    | 5     | 1      |
| 2009/10 | Zeta              | Czarnogóra           | Prva crnogorska fudbalska liga | 15    | 3      |
| 2010/11 | Napredak Kruševac | Serbia               | Super liga Srbije              | 7     | 1      |
| 2010/11 | Al Ittihad        | Syria                | I liga syryjska                | 12    | 8      |
| 2011/12 | Busaiteen Club    | Bahrajn              | Bahraini Premier League        | 23    | 14     |
| 2012/13 | Sloga Kraljevo    | Serbia               |                                | 6     | 0      |
| 2013    | Keflavík          | Islandia             | Úrvalsdeild                    | 8     | 1      |
| 2013/14 | Zvijezda Gradačac | Bośnia i Hercegowina | Premijer liga BiH              | 6     | 4      |
| 2014/15 | Zvijezda Gradačac | Bośnia i Hercegowina | Premijer liga BiH              | 17    | 8      |
| 2015    | PS Barito Putera  | Indonezja            | Indonesia Super League         |       |        |
| 2015/16 | Akhaa Ahli Aley   | Liban                | Libańska Premier League        | 24    | 18     |
| 2017    | Bengaluru FC      | Indie                | Indian Super League            | 6     | 1      |

## Sukcesy
Napredak Kruševac
- Mistrzostwo Druga liga Srbije i Crne Gore (1): 2002/03

Al-Ittihad Aleppo
- Puchar Syrii (1): 2010/11